# مخروط دنباله‌دار
مخروط‌های دنباله دار (سیم‌های در حال ردیابی)، برای اولین بار در دهه‌های ۵۰ و ۱۹۶۰ به عنوان ابزاری ساده برای کالیبراسیون خطای فشار استاتیکی (گزارش ارتفاع) سیستم گودال استاتیک هواپیما تهیه و آزمایش شدند. این کار را با اندازه‌گیری دقیق فشار اتمسفر محیط (فشار استاتیک) که به خوبی از بدنه هواپیما جدا می‌شود، انجام می‌دهد. سیستم مخروطی دنباله دار حداقل از یک طول بدنه در پشت هواپیما (کنترل SpaceAge) از طریق یک لوله فشار قوی برخوردار است. فشار استاتیک توسط پورت‌های استاتیک از جلو به مخروط اندازه‌گیری می‌شود. مخروط در مقایسه با جریان هوای آزاد، پورت را تثبیت و تراز می‌کند.
FAA در AC Circuit AC 91-85A Advisory می‌گوید: درجایی که از کالیبراسیون‌های پروازی دقیق برای تعیین کمیت یا تأیید عملکرد سیستم ارتفاع استفاده می‌شود، ممکن است با هر یک از روش‌های زیر انجام شود. کالیبراسیون پرواز فقط باید پس از اتمام بررسی‌های مناسب زمین انجام شود. عدم اطمینان در استفاده از روش باید دربسته داده ارزیابی و در نظر گرفته شود.